# Nămaș
Nămaș falu Romániában, Erdélyben, Fehér megyében. Közigazgatásilag Bisztra községhez tartozik.

## Fekvése
A Mócvidéken, Bisztra közelében, Dealu Muntelui mellett fekvő település.

## Története
Nămaş korábban Dealu Muntelui része volt. 1956 körül vált külön, 183 lakossal.
1966-ban 106 román lakosa volt. 1977-ben 95 lakosából 89 román, 6 cigány lakosa volt. 1992-ben 73, 2002-ben pedig 69 román lakosa volt.